# Коммуна (фильм)
«Коммуна» (дат. Kollektivet) — датский драматический фильм, снятый Томасом Винтербергом. Мировая премьера ленты состоялась в феврале 2016 года на Берлинском международном кинофестивале.

## Сюжет
Фильм рассказывает о возгорании личных желаний, солидарности и терпимости в коммуне в 70-е годы.

## В ролях
- Ульрих Томсен — Эрик
- Фарес Фарес — Аллон
- Трине Дюрхольм — Анна